# 関忠則

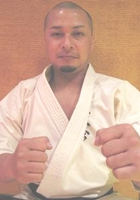
関忠則

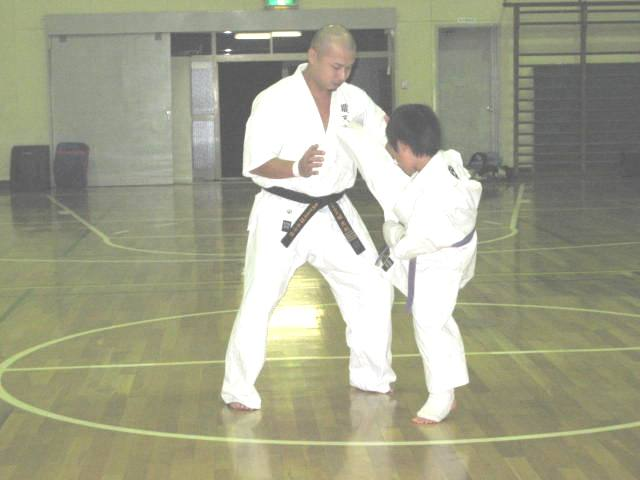
関忠則

関 忠則（せき ただのり、1971年12月26日 - ）は日本の空手家。神奈川県秦野市出身。血液型A型。空手道七段。「寺山隼人」というリング名を用いたこともある。

## 略歴
デビュー戦は、中学1年生時。緑帯でありながら國際松濤館空手道連盟東日本選手権大会優勝という当時としては快挙を達成。以来國際松濤館空手道連盟第5回〜11回全日本選手権大会にて7大会連続ベスト8以内にはいるなど、各種大会に多数入賞。空手修行と同時に、プロ格闘家としてキックボクシング・総合格闘技の各団体のリングに参戦。引退後は後進の指導に奔走中。
得意技は左上段回し蹴り、右下段回し蹴り。得意型は雲手、燕飛。
自らの空手を羅天流と称し、実戦空手J-1空手道場の最高師範を務める。

## 主な戦績
- 國際松濤館空手道連盟　第9回全日本空手道選手権大会・高校の部、型優勝。
- 國際松濤館空手道連盟　第10回全日本空手道選手権大会・一般の部、型4位。組手ベスト16。
- 国際総合空手道連盟主催　オープントーナメント全日本空手道選手権大会フルコンタクト・60kg級準優勝。

## 関連情報
- 実践空手道伝 羅天会館 - ウェイバックマシン